# Podholušice
Podholušice (též Na Drahách) jsou osada, součást obce Kozárovice v okrese Příbram. Nachází se v katastrálním území Holušice u Kozárovic, asi 10 km severovýchodně od Mirovic a asi 19 km jihovýchodně od Příbrami. V roce 2021 zde žilo 12 obyvatel v pěti domech.
V osadě je registrováno deset čísel popisných: 4, 6, 17, 18, 19, 21, 23, 24, 26 a 28. Protéká jí Soudný potok, levostranný přítok řeky Vltavy, do které se vlévá v místě vodní nádrže Orlík. Nedaleko se též nachází samota V Kocouru, pojmenovaná podle potoka Kocour.